# 万能倉駅
万能倉駅（まなぐらえき）は、広島県福山市駅家町大字万能倉にある、西日本旅客鉄道（JR西日本）福塩線の駅である。

## 歴史
- 1914年（大正3年）7月21日：両備軽便鉄道開通時に開設[2]。
- 1926年（大正15年）6月26日：両備軽便鉄道が両備鉄道に改称。
- 1933年（昭和8年）
  - 9月1日：両備鉄道国有化、鉄道省福塩線の駅となる[2]。
  - 11月15日：福塩北線開通に伴い、それまでの福塩線が福塩南線に改称、当駅もその所属となる。
- 1935年（昭和10年）12月14日：軌間1067mmに改軌。
- 1936年（昭和11年）：駅舎改築[1]。
- 1938年（昭和13年）7月28日：福山駅 - 当駅 - 塩町駅間全通。福塩南線が福塩線の一部となり、当駅もその所属となる。
- 1970年（昭和45年）12月10日：業務委託駅化[3]、貨物取扱廃止[2]。
- 1984年（昭和59年）2月1日：荷物扱い廃止[2]。
- 1987年（昭和62年）4月1日：国鉄分割民営化に伴い、JR西日本の駅となる[2]。
- 2009年（平成21年）4月1日：窓口営業終了、無人駅化。
- 2021年（令和3年）10月2日：ダイヤ改正に伴い、当駅発着列車廃止[4]。

## 駅構造
島式ホーム1面2線を有する列車交換可能な地上駅。以前発着していた当駅折返し列車は2番のりばを使用していた。このため2番のりばは福山方への出発も可能。駅舎は線路北側にあり、ホームへは無蓋跨線橋で連絡している。
福山駅管理の無人駅。自動券売機（岡山地区ICOCA導入と同時期の新機種、但しICOCA装填ホルダーは省かれている）が設置されている。

### のりば
| ホーム | 路線   | 方向 | 行先           | 備考 |
| ------ | ------ | ---- | -------------- | ---- |
| 1      | 福塩線 | 上り | 福山方面       |      |
| 2      | 福塩線 | 下り | 府中・三次方面 |      |

## 利用状況
近年の1日平均乗車人員の推移は以下の通り。
| 年度               | 1日平均 乗車人員 |
| ------------------ | ---------------- |
| 2001年（平成13年） | 781              |
| 2002年（平成14年） | 748              |
| 2003年（平成15年） | 776              |
| 2004年（平成16年） | 759              |
| 2005年（平成17年） | 712              |
| 2006年（平成18年） | 679              |
| 2007年（平成19年） | 656              |
| 2008年（平成20年） | 688              |
| 2009年（平成21年） | 655              |
| 2010年（平成22年） | 647              |
| 2011年（平成23年） | 667              |
| 2012年（平成24年） | 666              |
| 2013年（平成25年） | 699              |
| 2014年（平成26年） | 674              |
| 2015年（平成27年） | 721              |
| 2016年（平成28年） | 753              |
| 2017年（平成29年） | 751              |
| 2018年（平成30年） | 789              |
| 2019年（令和元年） | 794              |

## 駅周辺
- 福山平成大学
- 公立学校共済組合中国中央病院
- 広島県立ふくやま産業交流館（ビッグローズ）
- 中国銀行駅家支店
- 広島県立福山北特別支援学校
- 万能倉郵便局
- 中国バス「四ツ角」停留所

## 隣の駅
西日本旅客鉄道（JR西日本）
 福塩線
道上駅 - 万能倉駅 - 駅家駅